# USS Springfield (CLG-7)
O USS Springfield foi um cruzador operado pela Marinha dos Estados Unidos. Sua construção começou em fevereiro de 1943 nos estaleiros da Bethlehem Shipbuilding em Quincy e foi lançado ao mar em março de 1944, sendo comissionado na frota norte-americana em setembro do mesmo ano. Ele foi inicialmente construído como o décimo cruzador rápido da Classe Cleveland e armado com uma variedade de canhões, mas posteriormente foi convertido no segundo cruzador de mísseis guiados da Classe Providence equipado com os novos lançadores de mísseis RIM-2 Terrier.
O Springfield entrou em serviço nos últimos meses da Segunda Guerra Mundial e foi encarregado da escolta de porta-aviões. Nesta função participou de operações da Batalha de Okinawa e em seguida de ataques contra o arquipélago japonês, incluindo ações de bombardeios litorâneos. A guerra terminou em agosto de 1945 e pelos anos seguintes o navio ocupou-se principalmente de exercícios de treinamento de rotina e períodos de serviço no Sudeste Asiático. Ele foi descomissionado no final de setembro de 1949 e mantido inativado na Frota de Reserva do Pacífico.
A embarcação foi reconstruída como um cruzador de mísseis guiados no final da década de 1950 e recomissionada em julho de 1960. Pela mais de década seguinte o Springfield novamente passou a maior parte de seu tempo realizando exercícios de rotina no Oceano Atlântico e também passando períodos de tempo de serviço no Mar Mediterrâneo e em outros locais da Europa, muitas vezes atuando como capitânia. Foi descomissionado de novo em maio de 1974, sendo mantido na Frota de Reserva do Atlântico até ser removido do registro naval em 1980 e desmontado.